# Yvonne Bovard

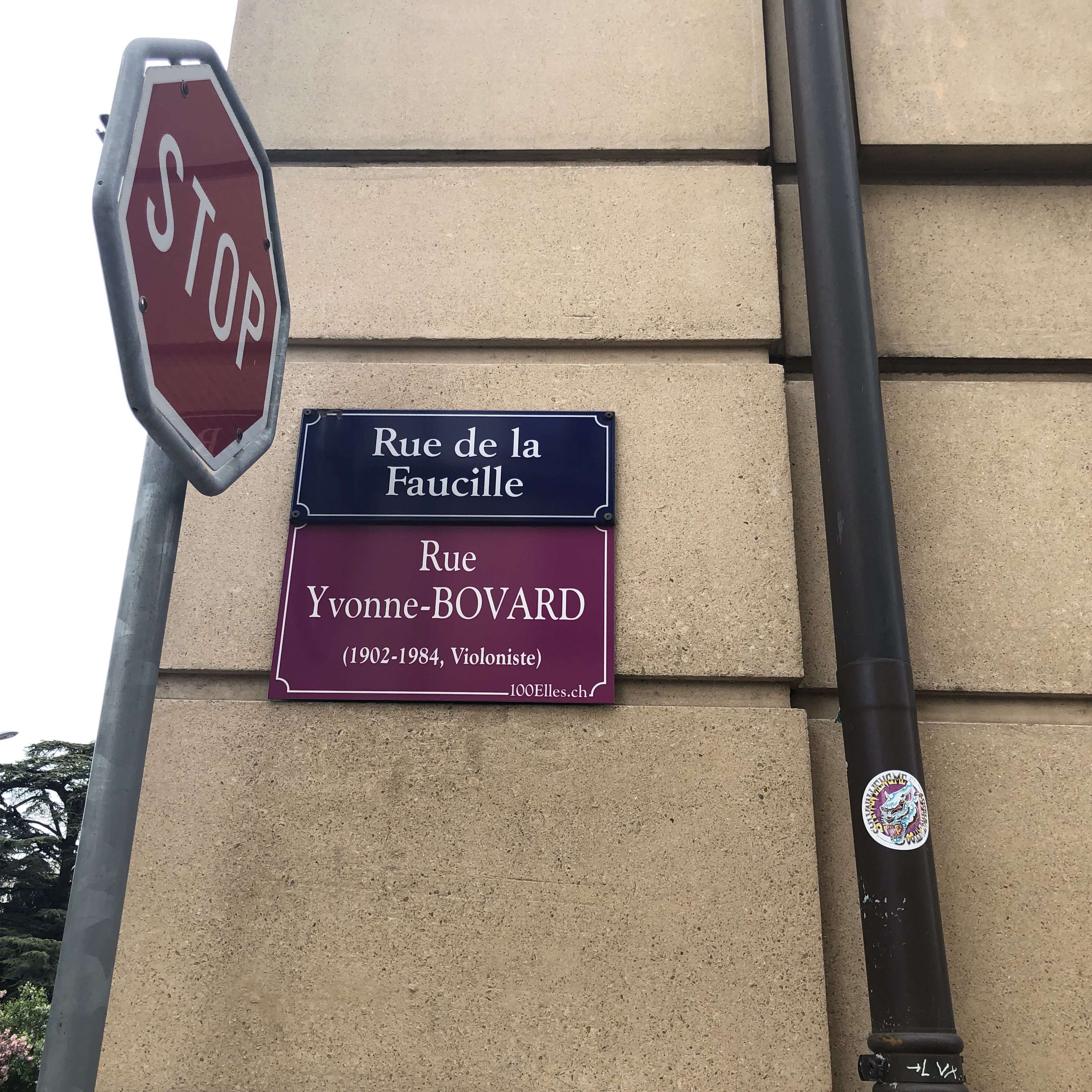
Strassentafel in Genf 2019

Yvonne Bovard (* 1902 in Genf; † 1984 ebenda) war eine Schweizer Musikerin und Kommunistin, die nach ihrer Emigration 1936 in die Sowjetunion von 1940 bis 1948 in einem Gefängnis des Gulag inhaftiert war.

## Leben
Yvonne Bovard absolvierte die Ausbildung zur Geigerin am Musikkonservatorium in Genf und erhielt 1920 das Diplom als Geigerin. Sie wurde Mitglied der 1921 gegründeten Kommunistischen Partei der Schweiz und verliess am 8. März 1936 die Schweiz, um sich in die Sowjetunion zu begeben. Dort lernte sie den Polen Mark Schalks kennen, der früher ebenfalls in Genf gelebt hatte und nach einer blutig niedergeschlagenen antifaschistischen Kundgebung aus der Schweiz flüchten musste. Die beiden heirateten wenig später in Moskau.
Bovard arbeitete in der französischsprachigen Abteilung von Radio Moskau. In ihren Briefen rühmte sie soziale Errungenschaften des Sowjetregimes wie etwa das gute Angebot der Kinderbetreuung. Demgegenüber äusserte sie Vorbehalte gegenüber dem staatlichen System, weil viele Personen in ihrem Umfeld unter unbekannten Umständen verschwanden. Auch ihr Mann wurde 1940 festgenommen, nachdem die Rote Armee kurz zuvor Polen angegriffen hatte. Als Bovard erfuhr, dass Mark Schalks nach Sibirien deportiert worden war, suchte sie eine Möglichkeit, um in die Schweiz zurückzukehren. Doch am 27. November 1940 wurde auch sie verhaftet, in einem Prozess antisowjetischer Aktivitäten beschuldigt und zu acht Jahren Haft in einem Arbeitslager verurteilt. Die Zeit verbrachte Bovard in einem Frauengefängnis in Laia, wo die Insassinnen für die Holzverarbeitung eingesetzt wurden. Auch nach dem Ende ihrer Haftstrafe durfte sie nicht ausreisen und wurde in Jenisseisk in Sibirien festgehalten. Versuche der Schweizer Bundesbehörden und auch des Schweizerischen Roten Kreuzes zu ihrer Freilassung scheiterten. Erst als das Gulag-System nach Stalins Tod abgeschwächt wurde, änderten sich die Lebensbedingungen für die Schweizer Musikerin. 1953 erlaubten ihr die Sowjetbehörden die Ausreise in die Schweiz. Nach ihrer Rückkehr weigerte sie sich in Gesprächen mit Medienschaffenden, von ihrer Haftzeit zu sprechen und ihre Sympathie zum Sowjetsystem abzulegen.
In Genf arbeitete Bovard später in der Bibliothek der Geisteswissenschaftlichen Fakultät der Universität Genf.
In Russland wurde sie 1997, 13 Jahre nach ihrem Tod, rehabilitiert. 1998 produzierte der Schweizer Filmemacher Daniel Künzi einen Dokumentarfilm über das Leben der Genfer Kommunistin. 2019 widmete die Organisation Escouade die Strasse Rue de la Faucille vorübergehend ihrem Gedächtnis.

## Film
- Daniel Künzi: Yvonne Bovard, déportée en Sibérie. Dokumentarfilm (61 Minuten)